# Spathacanthus
Spathacanthus är ett släkte av akantusväxter. Spathacanthus ingår i familjen akantusväxter.
Kladogram enligt Catalogue of Life:
| Spathacanthus | \| \| Spathacanthus hahnianus \| \| \| \| \| \| Spathacanthus hoffmannii \| \| \| \| \| \| Spathacanthus magdalenae \| \| \| \| \| \| Spathacanthus parviflorus \| \| \| \| |
|               | \| \| Spathacanthus hahnianus \| \| \| \| \| \| Spathacanthus hoffmannii \| \| \| \| \| \| Spathacanthus magdalenae \| \| \| \| \| \| Spathacanthus parviflorus \| \| \| \| |
|               | Spathacanthus hahnianus |
|               | |
|               | Spathacanthus hoffmannii |
|               | |
|               | Spathacanthus magdalenae |
|               | |
|               | Spathacanthus parviflorus |
|               | |